# Vera Salikova
Vera Anatolievna Salikova (en russe : Вера Анатольевна Саликова) (née Serebriannikova le 4 mars 1989 à Tcheliabinsk) est une joueuse de volley-ball russe. Elle mesure 1,85 m et joue au poste de passeuse. 

## Clubs
| Club                | De        | À         |
| ------------------- | --------- | --------- |
| Avtodor-Metar       | 2006-2007 | 2009-2010 |
| Ouralotchka NTMK    | 2010-2011 | 2011-2012 |
| Khara Morin         | 2012-2013 | 2012-2013 |
| Zaretchie Odintsovo | 2013-2014 | 2016-2017 |
| VK Metar            | 2017-2018 | 2017-2018 |
| VK Minsk            | 2018-2019 | 2018-2019 |
| Ouralotchka NTMK    | 2019-2020 | 2019-2020 |
| VK Proton Saratov   | 2020-2021 | …         |

## Palmarès
- Challenge Cup
  - Vainqueur : 2014.
- Championnat de Biélorussie
  - Vainqueur : 2019.